# 蘇惠德
蘇惠德（英語：Victor So Wai-tak，1972年3月12日—），香港裁判法院總裁判官，港版國安法指定法官。

## 簡歷
蘇惠德於1972年出生，1996年於香港大學取得法學士學位，1997年取得法學專業證書並獲大律師資格。1998年起私人執業，2009年被委任為香港裁判法院常任裁判官，2017年獲晉升為主任裁判官。2020年1月3日獲委任為總裁判官。2021年10月，有多家傳媒報導蘇惠德因心臟病留醫瑪麗醫院深切治療部，等候接受換心手術。

## 司法生涯
蘇惠德曾審理多宗備受關注的案件，包括林子健案、吳文遠臭魚三文治案和潘樂陶僭建案。2020年，蘇惠德獲委任為處理《港區國安法》相關案件的其中一名指定法官，並負責處理2020年香港七一衝突期間一宗電單車司機撞倒警員的案件，該案件為首宗涉及《港區國安法》的案件。

## 爭議裁決

### 突然修改光復屯門公園案被告控罪
2019年9月21日，一名 15 歲少年在「9.21光復屯門公園」遊行前，被搜出藏有鐳射筆、疑經改裝的長傘及行山杖等物品，原被控「管有適合作非法用途的工具罪」及「在公眾地方管有攻擊性武器罪」兩罪。但是蘇在裁決前提出修改控罪，將針對鐳射筆的「管有適合作非法用途的工具罪」，改作「有意圖而管有攻擊性武器」作檢控。
少年一方的律師曾就修改控罪提出反對，認為辯方一直以原本控罪作抗辯，直指蘇修改控罪對被告不公，但反對不被法庭接納。少年最終被裁定兩項罪名成立，於同年11月保被判入更生中心。其後，少年一方就控罪的上訴亦被駁回。

### 批出對壹傳媒大樓的手令
2020年8月10日，因壹傳媒創辦人黎智英、其兩名兒子與多名公司高層被警方以其觸犯港區國安法中的勾結境外勢力為由被拘捕，其位於將軍澳工業邨的大樓亦被警方封鎖作搜證。而根據警方商業罪案調查科的一名馮姓高級督察透露，有關手令是由蘇氏於同年8月7日簽發批出。而蘇所批出的手令範圍，則涵蓋了 19 間公司，其中包括壹傳媒有限公司、《蘋果日報》慈善基金、壹動畫工作室有限公司、蘋果速銷有限公司，除新聞材料外，同時亦授權警方可以搜查或接管在大樓內所得關於該 19 間公司的商業紀錄、會計文件、人事文件、數碼檔案及數碼設備，或者任何與該等公司的業務營運有關的文件。

### 拒絕黎智英就被控欺詐一案保釋
2020年12月3日，壹傳媒創辦人黎智英其兩名下屬，即集團營運總裁周達權和行政總監黃偉權被正式落案控告詐騙，於西九龍裁判法院提堂。負責審理該案的蘇同意控方申請，把案件押後至翌年4月16日，且以黎有潛逃風險及重犯機會高為由，拒絕黎一方的保釋申請，令黎需要被還押在監房。而黃周二人就分別獲准以10萬和20萬元人事擔保，定期向警方報到等條件保釋。

### 裁定不受檢控時限限制
2022年11月23日，一名 18 歲男子被指在連登、YouTube 及 Discord 平台發布煽動內容，被控煽動、侮辱國歌國旗等 4 罪，辯方指煽動罪及侮辱國歌國旗罪的檢控期限分別為半年及 2 年，控方所指稱煽動罪所涉的29則帖文中，僅3則帖文在被告被捕前半年內發布，且部分並非在香港發出。蘇惠德裁定控罪所涉行為均屬「持續犯罪」而檢控沒有超出期限，又指案中構成煽動的活動是在香港發生故法院有司法管轄權處理案件。